# Angkor Wat (tempel)
Angkor Wat (អង្គរវត្ត, 'Hoofdtempel') is een tempelcomplex in Cambodja en het grootste religieuze monument ter wereld, met een oppervlakte van 162,6 hectare. Het werd oorspronkelijk gebouwd als een hindoetempel voor het Khmer-rijk en transformeerde geleidelijk in een boeddhistische tempel tegen het einde van de twaalfde eeuw. Het werd gebouwd door de Khmerkoning Suryavarman II in de vroege twaalfde eeuw in Yashodharapura (យសោធរបុរៈ tegenwoordig Angkor), de hoofdstad van het Khmer-rijk, als zijn staatstempel en uiteindelijke praalgraf. Angkor Wat was gewijd aan Vishnu, waarmee gebroken werd met de Shaivistische traditie van eerdere koningen. Als enige tempel in de omgeving bleef het een belangrijk religieus centrum, dankzij de goede conservering. De tempel geldt als het hoogtepunt van de hoog klassieke stijl van Khmerarchitectuur. Het is een symbool van Cambodja geworden en staat op de nationale vlag. Het is ook de grootste toeristische trekpleister van het land.
Angkor Wat combineert twee hoofdelementen van Khmer-tempelarchitectuur: de tempelberg en de latere tempelgalerij. Het is ontworpen om de berg Meru voor te stellen, het tehuis van de Devas in het Hindoeïsme:binnen een slotgracht en een 3,6 kilometer lange buitenmuur staan drie vierkante galerijen, elk hoger dan de vorige. In het centrum van de tempel staat een quincunx van vijf torens. In tegenstelling tot de meeste Angkor-tempels is Angkor Wat gericht naar het westen; academici zijn verdeeld over het belang hiervan. De tempel wordt gewaardeerd om de grandeur en harmonie van de architectuur, de uitgebreide bas-reliëfs en de vele Devata's die de muren versieren.
De moderne naam Angkor Wat betekent "Tempelstad" of "Stad der Tempels" in Khmer; Angkor, wat "stad" of "hoofdstad" betekent, is een spreektalige vorm van het woord Nokor (នគរ), wat van het Sanskriet woord nagara (Devanagari: नगर) komt. Wat is het Khmer-woord voor "tempelgronden", ook afgeleid uit het Sanskriet vāṭa (Devanagari: वाट), wat "omheining" betekent.

## Geschiedenis

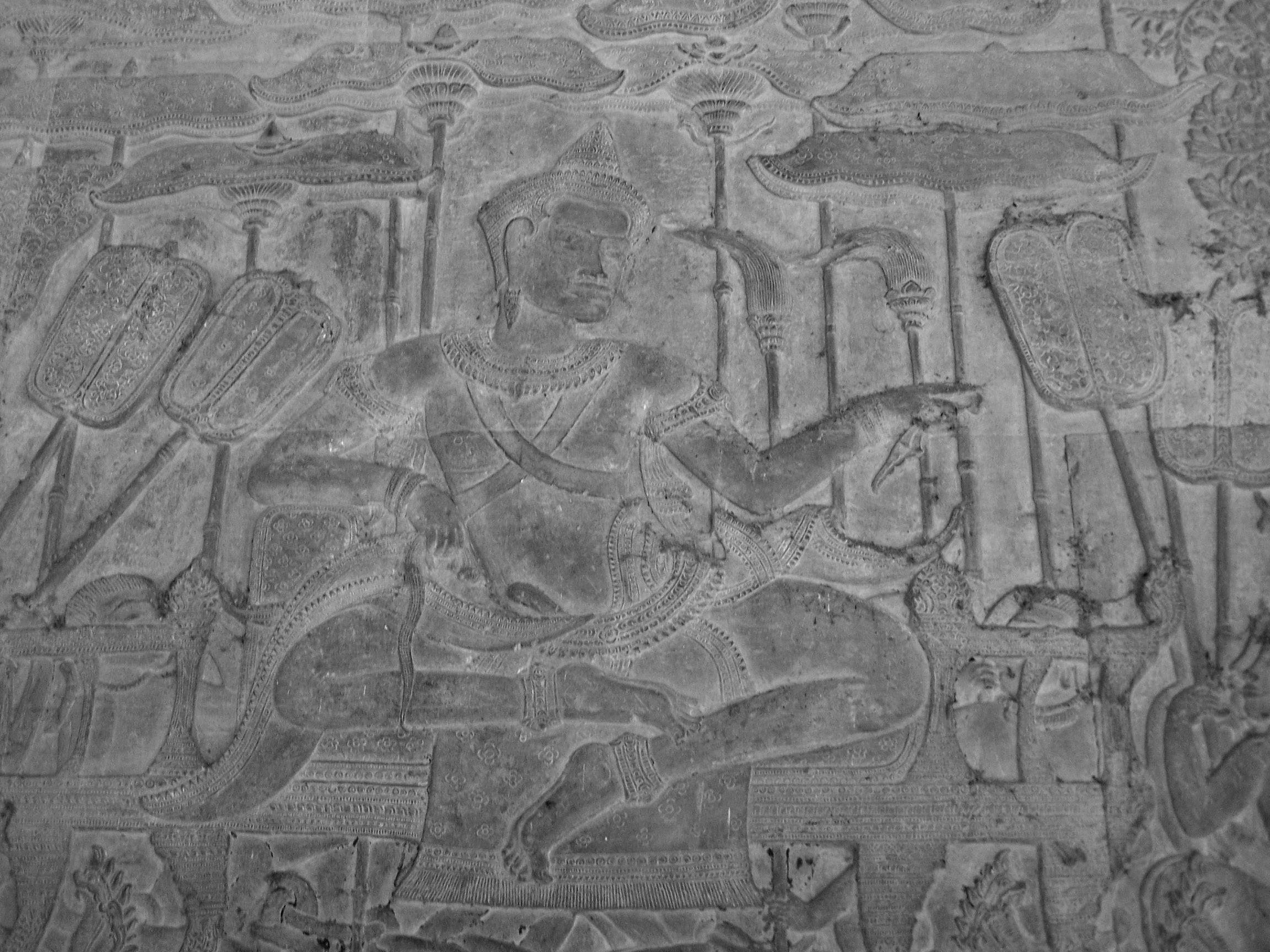
Koning Suryavarman II, de opdrachtgever voor de bouw van Angkor Wat

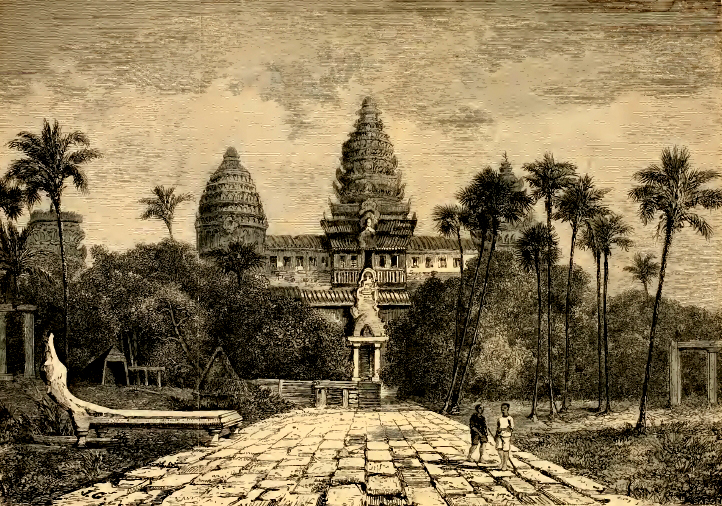
Tekening van Angkor Wat door Henri Mouhot, c. 1860

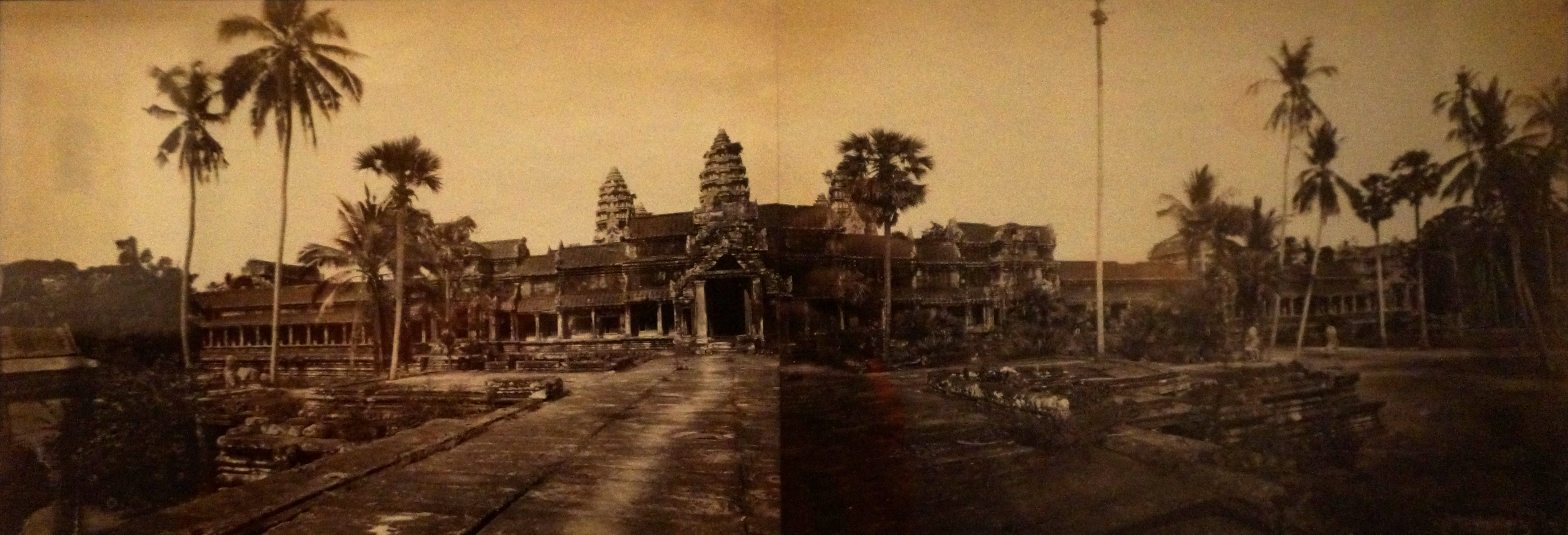
Foto van Angkor Wat door Émile Gsell, 1870

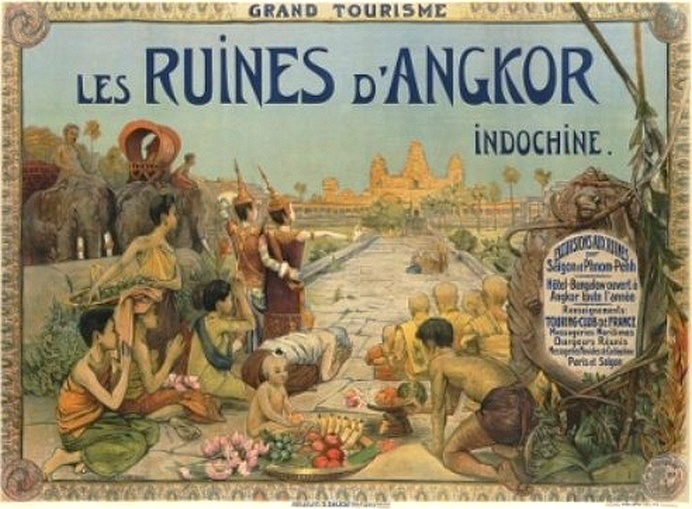
Franse prentbriefkaart van Angkor Wat, 1911

Angkor Wat ligt 5,5 kilometer ten noorden van de moderne stad Siem Reap en iets ten zuidoosten van de vroegere hoofdstad, met de tempel Baphuon in het centrum. Het is het zuidelijkste van Angkors hoofdterrein, in een gebied van Cambodja waar een belangrijke groep van oude bouwwerken staat.
Volgens de legende werd de bouw van Angkor Wat bevolen door Indra om zijn zoon, Precha Ket Mealea een paleis te geven. Volgens de 13de-eeuwse Chinese reiziger Zhou Daguan, geloofden sommigen dat de tempel in één nacht gebouwd werd door een goddelijke architect.
Koning Jarasant had de stad Mathura 17 keer aangevallen. De broer van Krishna, Balarama, zocht een veilig onderkomen voor de inwoners. Krishna vroeg de bouwmeester van het godenpaleis om in één dag een veilige stad te bouwen voor die mensen. De bouwmeester vroeg aan de god van de zee een groot eiland en hij bad de goden Brahma, Vishnu en Shiva om spirituele kracht om de stad te bouwen. Krishna zag dat de stad veel deuren had en daarom noemde hij haar Dwarka ("Poort"), ook omdat ze voor de mensen op de aarde de poort naar de hemel was.
De tempel werd ontworpen en gebouwd in het midden van de twaalfde eeuw tijdens de regering van koning Suryavarman II (regeerde van 1113 tot ca. 1150) als hoofdstad en tempel van de koning, gewijd aan Vishnu. Omdat er geen steles of inscripties uit dezelfde tijd zijn gevonden die verwijzen naar de tempel, is de originele naam verloren, maar hij heette misschien Varah Vishnu-Lok, naar Vishnu. Het werk lijkt kort na de dood van de koning stilgelegd te zijn, waardoor sommige bas-reliëfs onafgewerkt bleven. In 1177, ongeveer 27 jaar na de dood van Suyavarman II, werd Angkor geplunderd door het Koninkrijk Champa, de traditionele vijand van de Khmer. Daarna werd het rijk hersteld door een nieuwe koning, Jayavarman VII. Hij vestigde zichzelf in een nieuwe hoofdstad en tempel (respectievelijk Angkor Thom en Bayon) enkele kilometers verder noord.
Tegen het einde van de twaalfde eeuw werd Angkor Wat omgevormd van een hindoeïstische tot een boeddhistische tempel, en dat is tot nu zo gebleven. Angkor Wat is uniek onder de Angkor-tempels omdat hij nooit volledig werd verlaten, hoewel hij wel werd verwaarloosd in de 16de eeuw. De slotgracht beschermt de tempel tegen gevaren uit de jungle.
Een van de eerste westerse bezoekers in de tempel was António da Madalena, een Portugese monnik die aankwam in 1586 en zei dat 

het zo'n prachtige constructie is dat het niet met een pen te beschrijven is, vooral doordat het als geen ander gebouw in de wereld is. Het heeft torens en versieringen en alle fijne details die maar door het menselijk genie kunnen worden bedacht.

 Tegen de 17de eeuw was Angkor Wat nog niet geheel verlaten en functioneerde hij als boeddhistische tempel. Veertien inscripties uit de 17de eeuw ontdekt in het Angkorgebied tonen aan dat Japanse boeddhistische pelgrims misschien in kleine vestigingen woonden naast de lokale Khmer. Destijds dachten de Japanse bezoekers dat de tempel de beroemde Jetavana tuin van de Boeddha was, dat origineel in het Magadha koninkrijk in India lag. De bekendste inscriptie vertelt over Ukondafu Kazufusa, die het Khmernieuwjaar vierde in Angkor Wat in 1632.
De Franse natuuronderzoeker en wereldreiziger Henri Mouhot bezocht de tempel in het midden van de 19de eeuw en schreef in reisbrochures onder meer:
"Een van deze tempels - een rivaal voor de Salomo, en gebouwd door een oude Michelangelo - zou een ereplaats kunnen krijgen naast onze prachtigste gebouwen. Het is grootser dan alles wat ons nagelaten is door de Grieken of Romeinen, en staat in een droevig contrast met de barbaarse toestand van het huidige land."
Mouhot vond het, net als andere vroege westerse bezoekers, moeilijk te geloven dat de Khmer de tempel konden bouwen en dateerde hem in de tijd van het Romeinse Rijk. De werkelijke geschiedenis van Angkor Wat werd afgeleid uit stilistisch en epigrafisch bewijs dat verzameld werd bij het opruimen en herstellen van het volledige Angkorgebied. Er werden geen huizen of andere tekens van een nederzetting gevonden, zoals kookgerei, wapens of kleren. In plaats daarvan zijn er alleen de monumenten zelf.
In de 20ste eeuw was uitgebreid herstel van Angkor Wat nodig, vooral door afvoer van vuilnis en begroeiing. Dit werk werd onderbroken door de burgeroorlog en het regime van de Rode Khmer in de jaren 1970 en 1980, maar de tempel leed in deze periode relatief weinig schade. Kamperende Rode Khmer-troepen gebruikten het overgebleven hout in het monument als brandhout, een paviljoen werd vernietigd door een Amerikaanse granaat en bij een schietpartij tussen troepen van de Rode Khmer en Vietnamese troepen belandden er enkele kogels in een bas-reliëf. Er werd veel meer schade aangericht na de oorlogen, door kunstdiefstal uit Thailand. Alle hoofden van standbeelden die afgehakt konden worden werden dat ook in de late jaren 1980 en vroege jaren 1990.
De tempel is een krachtig symbool voor Cambodja en een bron van veel nationale trots, dat invloed heeft gehad op diplomatieke relaties met Frankrijk, de Verenigde Staten en Thailand. Een voorstelling van Angkor Wat staat op elke versie van de nationale vlag sinds de eerste van circa 1863. De Angkor Wat-tempel werd opgenomen in het Frans-koloniaal erfgoed en gepresenteerd op Frans-koloniale en universele tentoonstellingen in Parijs en Marseille tussen 1889 en 1937. De schoonheid van Angkor Wat was ook te zien in het gipsmuseum van Louis Delaporte, Musée Indo-Chinois in het Parijse Trocadéro Paleis van omstreeks 1880 tot midden jaren 1920.

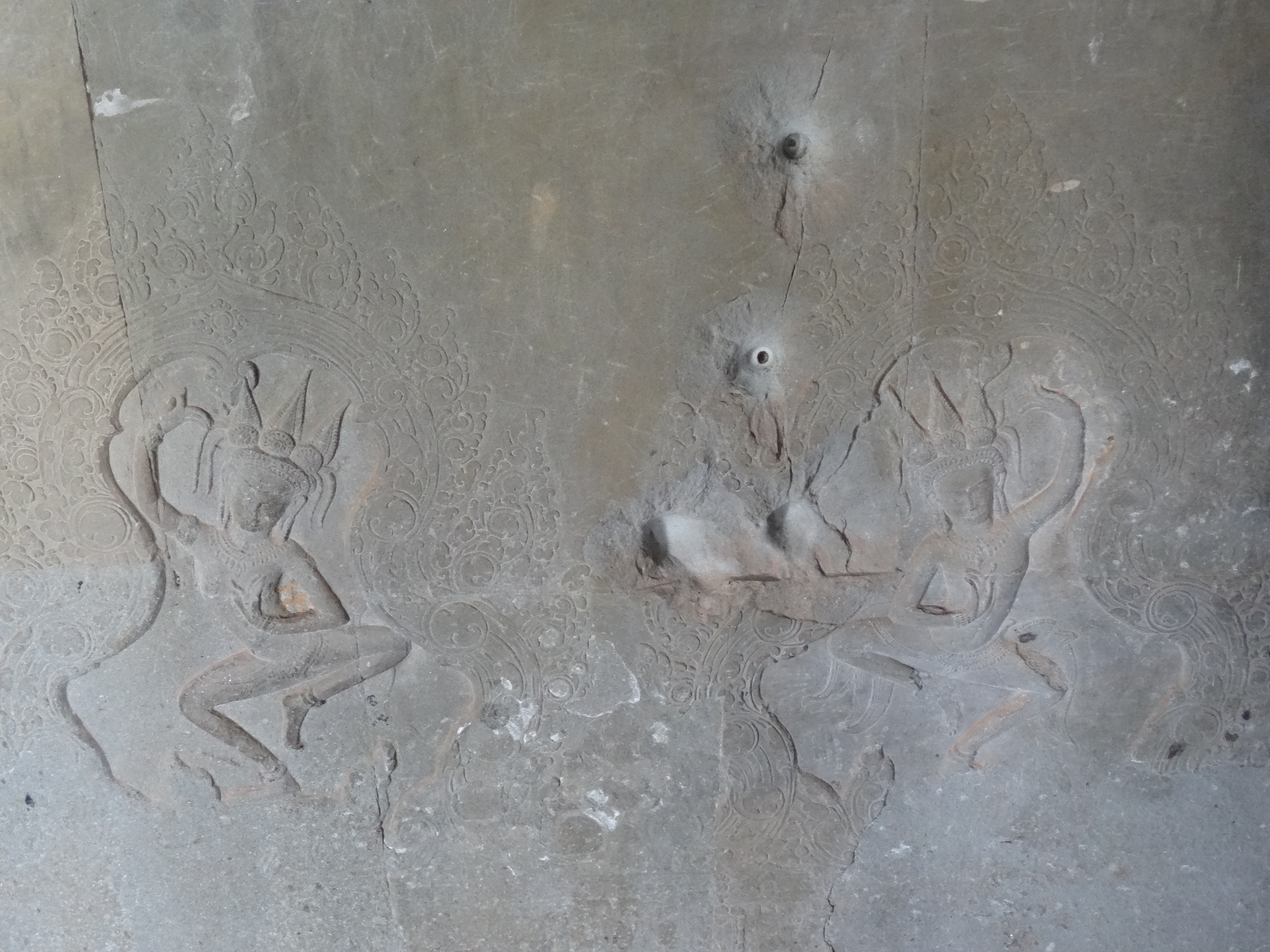
Kogelgaten na schietpartij tussen Rode Khmer en Vietnamese troepen

De prachtige artistieke nalatenschap van Angkor Wat en andere Khmer-monumenten in de Angkorregio zorgde ervoor dat Frankrijk Cambodja als protectoraat opnam op 11 augustus 1863 en Siam binnenviel om controle over de ruïnes te krijgen. Dit zorgde er al snel voor dat Cambodja land heroverde dat al sinds 1351, of volgens sommige bronnen 1431, onder Siamese controle was. Cambodja werd onafhankelijk van Frankrijk op 9 november 1953 en heeft sindsdien de controle over Angkor Wat behouden. Van de koloniale periode tot Angkor Wats nominatie voor de Unesco werelderfgoedlijst in 1992, hielp deze tempel bij de vorming van het moderne, wereldwijde idee van gebouwd cultureel erfgoed.
In december 2015 maakte een onderzoeksteam van de Universiteit van Sydney bekend dat er begraven torens waren gevonden, die werden gebouwd en afgebroken bij de bouw van Angkor Wat. Ook werd een houten versterking en een groot bouwwerk gevonden aan de zuidkant met onbekende functie. Er werd ook bewijs gevonden voor een kleine populatie in het gebied, met een wegennetwerk, meren en terpen. Dit wijst erop dat de tempel misschien niet alleen door de priesterlijke elite werd bewoond, zoals voorheen gedacht. Het team gebruikte lidar, grondradar en doelbewuste uitgraving om Angkor Wat in kaart te brengen.

## Architectuur

### Gebied en kaart

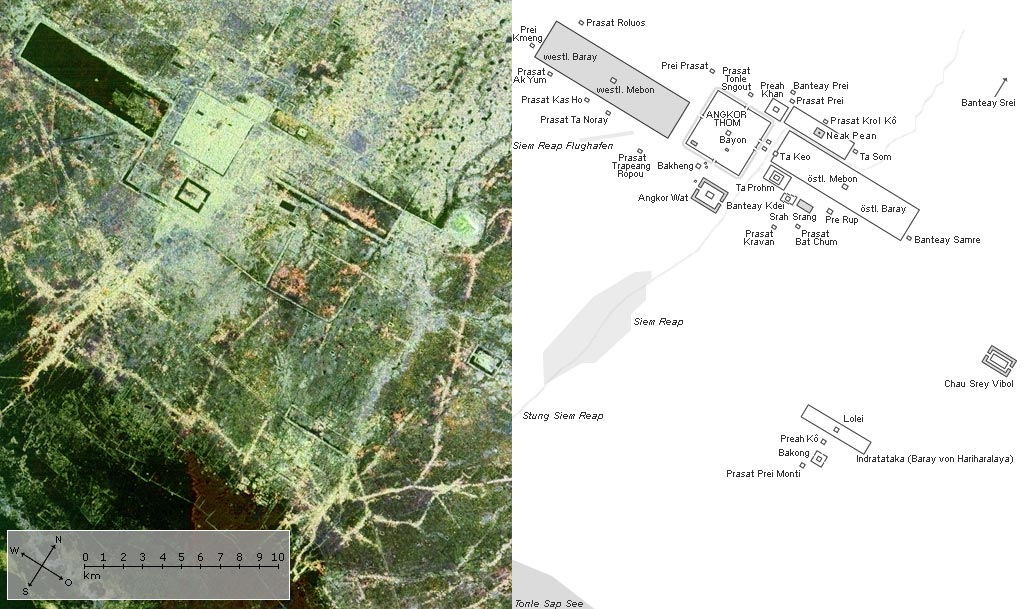
Satellietafbeelding en locatie van Angkor Wat rond andere archeologische gebieden in Angkor zoals Angkor Thom

Angkor Wat, gelegen op 13° 24′ 45″ NB, 103° 52′ 0″ OL, is een unieke combinatie van de tempelberg, het standaardontwerp voor de tempels van het rijk, en het latere concept van concentrische galerijen. De tempel is een voorstelling van de berg Meru, het thuis van de goden: de centrale quincunx van torens symboliseert de vijf toppen van de berg, en de muren en slotgracht symboliseren de omringende bergketens en oceaan. De bovenste delen van de tempel waren meer en meer exclusief en de leken kregen enkel toegang tot het grondniveau.

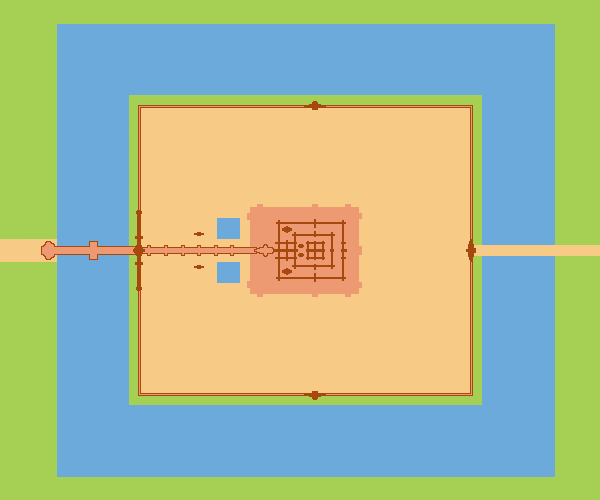
Kaart van Angkor Wat met centrale structuur in het midden

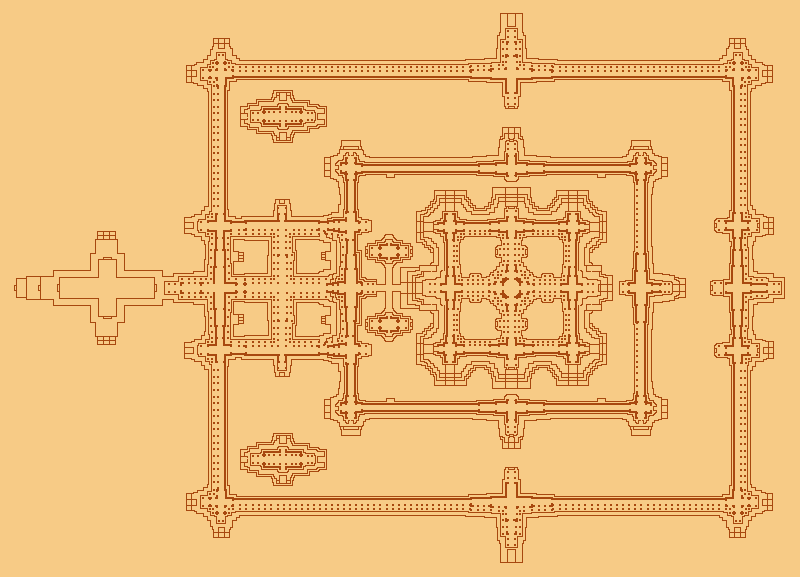
Gedetailleerd plan van centrum

In tegenstelling tot de meeste Khmertempels is Angkor Wat naar het westen gericht in plaats van naar het oosten. Velen zijn hierdoor tot de conclusie gekomen dat Suryavarman het bedoelde als zijn funeraire tempel. Deze interpretatie wordt verder ondersteund door de bas-reliëfs, die tegenwijzerzin verlopen - prasavya in Hindoe terminologie - terwijl die normaal gezien wijzerzin verlopen. Tijdens brahmanische begrafenisdiensten nemen de rituelen omgekeerd plaats. De archeoloog Charles Higham beschrijft ook een container, opgehaald uit de centrale toren, die misschien als urne diende. Sommigen nomineren het als de meest energieverslindende begrafenis ooit. Freeman en Jacques merken echter op dat meerdere andere Angkor-tempels ook van de typische oostelijke richting afwijken en suggereren dat Angkor Wat naar het westen gedraaid werd omdat het toegewijd was aan Vishnu, die met het westen wordt geassocieerd.
Nog een andere interpretatie werd voorgesteld door Eleanor Mannikka. Zich baserend op de richting en dimensies van de tempel, en de inhoud en volgorde van de bas-reliëfs, beweert ze dat het gebouw een nieuw tijdperk van vrede voorstelt onder koning Suryavarman II: "zoals de metingen van zon- en maancyclussen ingebouwd werden in de heilige ruimte van Angkor Wat, werd dit goddelijk mandaat om te heersen verankerd in kamers en gangen bedoeld om de macht van de koning te bestendigen en de goden in de hemel te eren." Mannikka's suggestie werd door academici ontvangen met zowel interesse als scepticisme. Ze is zelf sceptisch over andere speculaties, zoals die van Graham Hancock, die voorstelt dat Angkor Wat een deel uitmaakt van een voorstelling van het Draco sterrenbeeld.

### Stijl

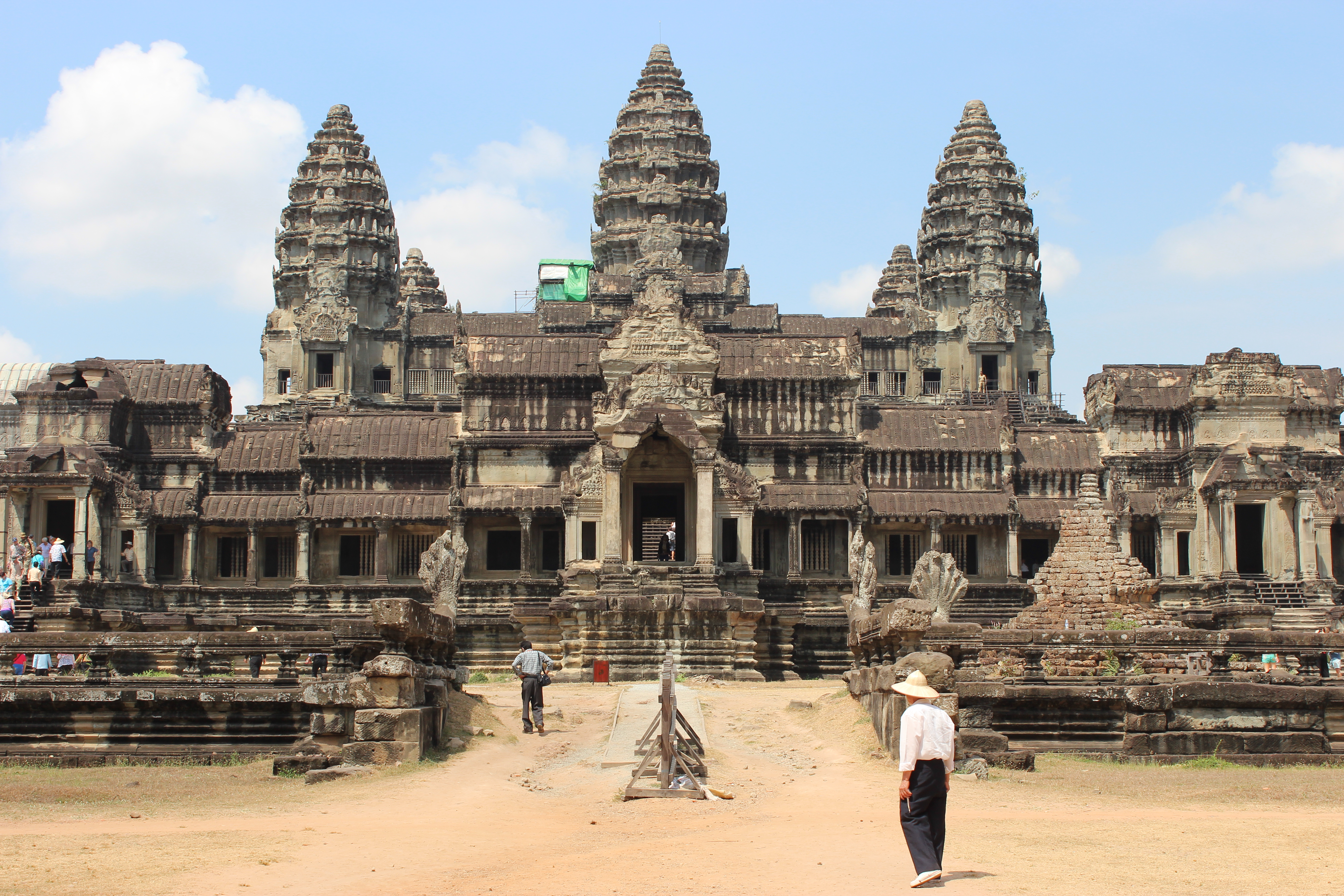
Angkor Wat van de achterkant

Angkor Wat is het voorbeeld voor de klassieke stijl van Khmerarchitectuur - de Angkor Watstijl - waaraan hij zijn naam dankt. Tegen de 12de eeuw waren Khmerarchitecten bekwaam en zelfverzekerd geworden in het gebruik van zandsteen (in plaats van baksteen of lateriet) als belangrijkste bouwmateriaal. De meeste zichtbare gebieden zijn bebouwd met zandsteenblokken, terwijl lateriet gebruikt werd voor de buitenmuur en de verborgen structurele delen. Welk bindingsmateriaal werd gebruikt is nog onbekend, maar men suggereert hars of calciumhydroxide.
De tempel wordt vooral geroemd om de harmonie van het ontwerp. Volgens Maurice Glaize, een midden-20e-eeuwse Angkorconservator, bezorgt de tempel "een klassieke perfectie door de terughoudende monumentaliteit van zijn gebalanceerde elementen en de precieze verhoudingen van zijn proporties. Het is een monument van kracht, eenheid en stijl."

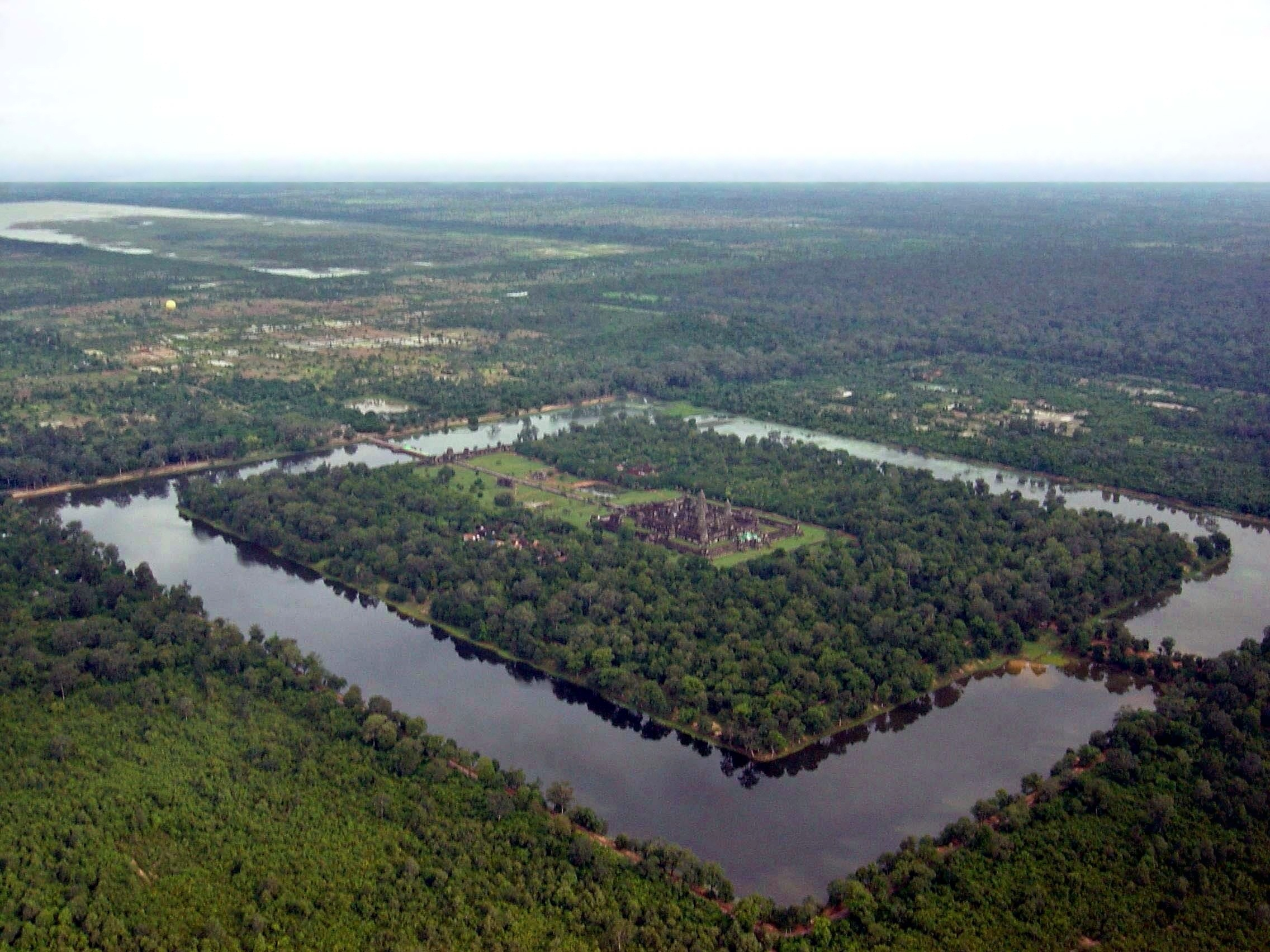
Luchtfoto van Angkor Wat

Architecturaal bevatten de elementen van deze stijl: de kernkop, ronde torens in de vorm van lotusknoppen; half-galerijen om gangen te verbreden; axiale galerijen om omheiningen te verbinden; en de kruisvormige terrassen om de centrale as van de tempel. Typische decoratieve elementen zijn onder andere Devata's (of apsara's), bas-reliëfs en op de frontons uitbundige guirlandes en verhalen. Angkor Wats beeldhouwwerk wordt als conservatief beschouwd en is statischer en minder bevallig dan vroeger werk. Andere elementen uit het ontwerp werden verwoest door plundering en tand des tijds, zoals verguld stucwerk op de torens, enkele vergulde bas-reliëfs en houten plafondpanelen en deuren.

### Kenmerken

#### Buitenste omheining

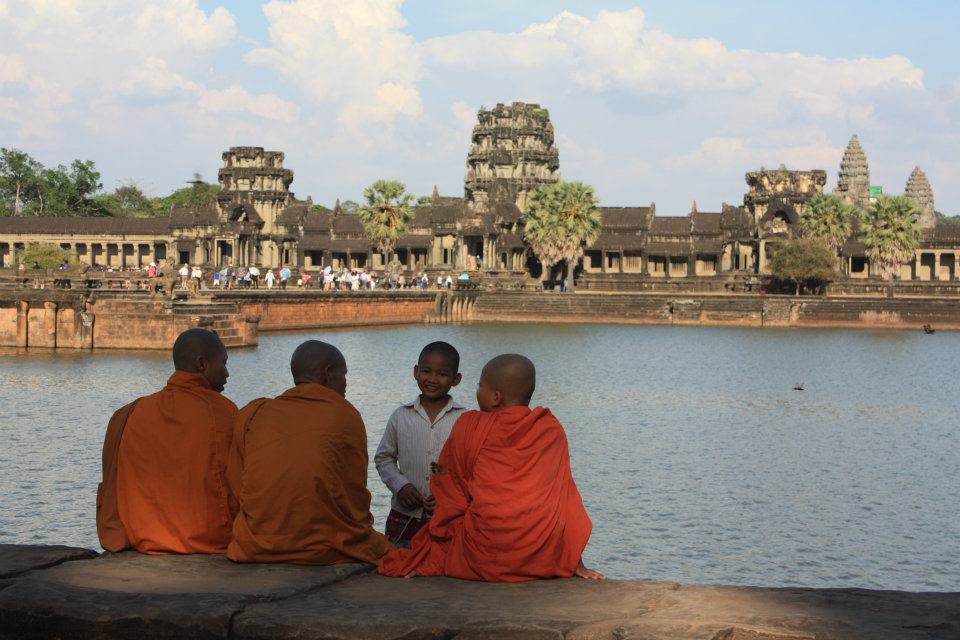
De drie vernietigde torens in het westen van de omheining vanuit de overkant van de slotgracht

De buitenste muur is 1024 m lang, 802 m breed en 4,5 m hoog en wordt omringd door een platform van open grond van 30 m en een slotgracht van 190 m breed. Toegang tot de tempel gaat door een oostelijke aardebank en een westelijke zandsteenweg. Die laatste is de hoofdingang en was een latere toevoeging, misschien om een houten brug te vervangen. Er zijn gopura's in elk van de windstreken; die westelijke is de grootste en heeft drie vernietigde torens. Glaize merkt op dat deze gopura de vorm van de echte tempel zowel verbergt als complementeert. Onder de zuidelijke toren staat een standbeeld van Vishnu, Ta Reach genaamd, dat misschien de centrale gebedsplaats van de tempel was. Galerijen lopen tussen de torens en twee andere ingangen, olifantenpoorten genaamd, omdat ze groot genoeg zijn om olifanten binnen te laten. Deze galerijen hebben vierkante pijlers in de westelijke zijde en een gesloten muur aan de oostelijke zijde. Het plafond tussen de pijlers is versierd met lotusrozen; de westelijke zijde van de muur is versierd met dansende figuren; de oostelijke zijde met stijlvolle ramen, dansende mannelijke figuren en Devata's, inclusief de ene Devata in de hele tempel die haar tanden toont.
De buitenmuur omringt een gebied van 820.000 m2, dat naast de echte tempel oorspronkelijk ook de stad en, ten noorden van de tempel, het koninklijke paleis bevatte. Net als alle seculiere gebouwen van Angkor werden deze gebouwd met bederfelijk materiaal in plaats van steen, waardoor er buiten sporen van de vroegere wegen niets van overgebleven is. Het gebied wordt nu grotendeels door bos bedekt. De 350 meter lange hoofdweg verbindt de westelijke gopura met de tempel zelf, met Naga-balustrades en zes trappen die naar de stad leiden, aan beide zijden. Beide zijden hebben een bibliotheek met ingangen naar alle windstreken, voor de derde trap vanaf de ingang, en een vijver tussen de bibliotheek en de tempel. De vijvers waren latere toevoegingen aan het ontwerp, net als het kruisvormig terras dat de hoofdweg verbindt met de centrale structuur.

#### Centrale structuur
De tempel bevindt zich op een terras boven de stad. Hij bestaat uit drie vierkante galerijen die stijgen tot een centrale toren, elk niveau hoger dan het vorige. Mannikka interpreteert deze galerijen als een toewijding aan de koning, Brahma, de maan en Vishnu. Elke galerij heeft een gopura aan elk punt en de twee binnenste galerijen hebben elk torens aan hun hoeken, ze vormen een quincunx met de centrale toren. Omdat de tempel naar het westen is gericht, zijn de details naar het oosten gericht, om meer ruimte vrij te maken in de omheiningen en galerijen aan de westkant; daarom zijn de westelijke trappen minder diep dan de andere.
De buitenste galerij is 187 m lang en 215 m breed, met paviljoenen in de hoeken in plaats van torens. De galerij is geopend naar de buitenkant van de tempel, met rijen half-galerijen die de structuur verlengen en schragen. Een kruisvormig klooster, genaamd Preah Poan ("Hal der Duizend Goden"), verbindt de buitenste galerij met de tweede omheining. Boeddha-afbeeldingen werden in het klooster achtergelaten over de eeuwen, hoewel de meeste nu weg zijn. Dit deel van de tempel heeft veel inscripties die goede daden van pelgrims beschrijven, de meeste geschreven in Khmer, maar ook in Burmees en Japans. De vier kleine binnenplaatsen afgebakend door het klooster waren oorspronkelijk misschien gevuld met water. Ten noorden en zuiden van het klooster liggen bibliotheken.

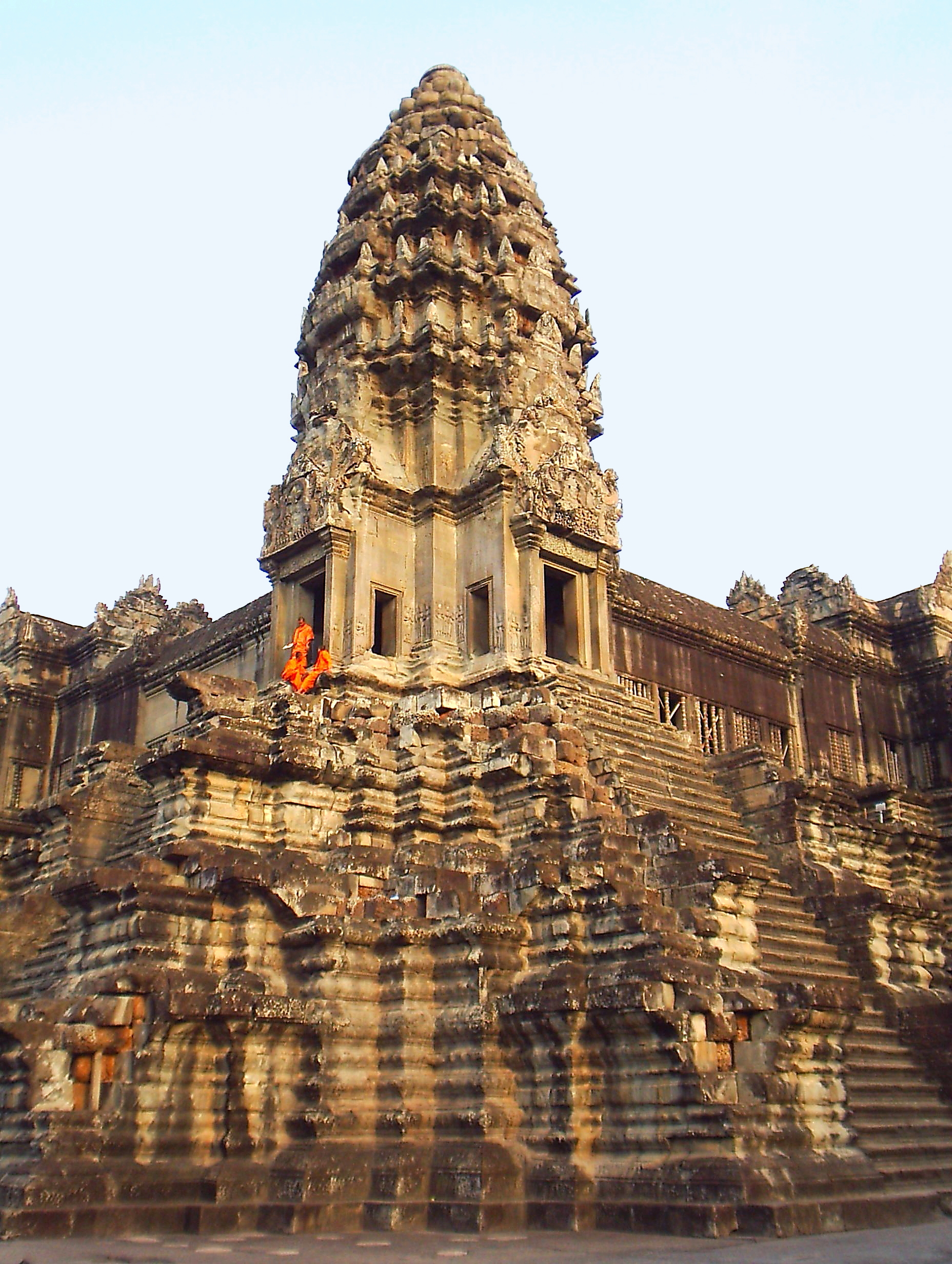
Een toren van Angkor Wat

Verder zijn de tweede en de binnengalerij met elkaar verbonden en met twee flankerende bibliotheken door nog een kruisvormig terras, nogmaals een latere toevoeging. Vanaf het tweede niveau worden de muren versierd met Devata's, alleen of in groepen van vier. De omheining van het tweede niveau is 100 m lang en 115 m breed en was oorspronkelijk misschien overvloed om de zee onder Berg Meroe voor te stellen. Drie trappen aan elke zijde leiden naar de hoektorens en gopuras van de binnenste galerij. De trappen nemen buitenwaartse krachten op de structuur op als steunberen. Deze zeer steile trappen stellen de moeilijkheid voor van het stijgen naar het koninkrijk van de goden. Deze galerij, de Bakan genaamd, is een vierkant van 60 m met axiale galerijen die alle gopuras in de centrale gebedsplaats verbinden met elkaar en met de lagere gebedsplaatsen onder de hoektorens. De plafonds van de galerijen zijn versierd met het motief van slangenlichamen met de koppen van leeuwen of Garoedas. Gekerfde lateien en frontons decoreren de ingangen tot de galerijen en gebedsplaatsen. De toren boven de centrale gebedsplaats stijgt 43 m tot een hoogte van 65 m boven de grond; in tegenstelling tot andere tempelbergen stijgt de centrale toren boven de andere vier. De gebedsplaats zelf toonde oorspronkelijk een standbeeld van Vishnu en was aan alle kanten open, maar toen Theravada-boeddhisten de tempel stilaan overnamen, werd die ommuurd en de nieuwe muren tonen Boeddha's. In 1934 groef de conservator George Trouvé in de put onder de centrale gebedsplaats: hij was gevuld met zand en water, alle schatten al gestolen, maar hij vond een heilig fundament van bladgoud twee meter boven grondniveau.

#### Decoratie

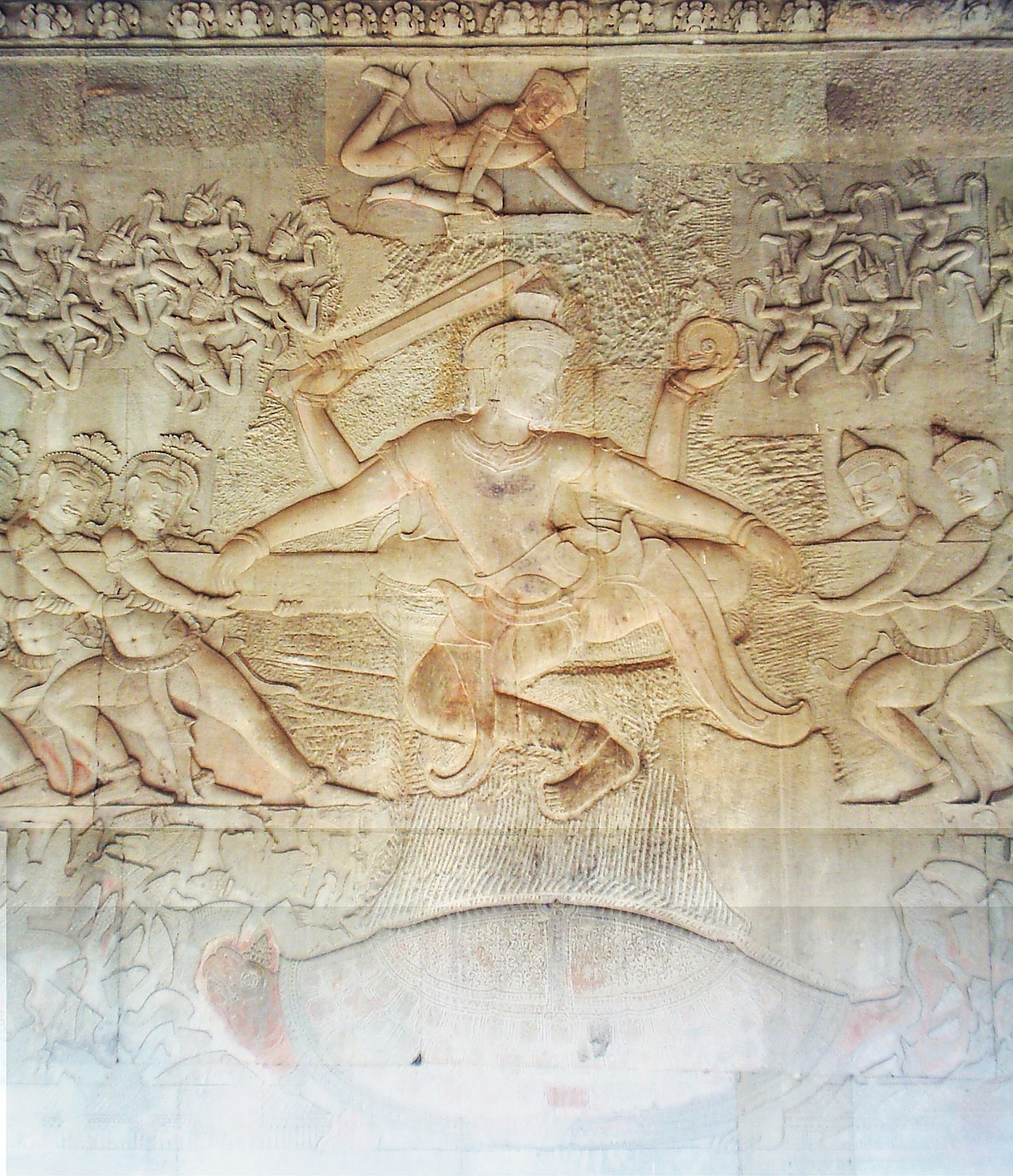
Het bas-reliëf Het Karnen van de Oceaan van melk toont Vishnu in het centrum, met zijn schildpad - avatara Koerma onder hem, asura's en deva's links en rechts, en apsara's en Indra bovenaan.

Angkor Wats uitgebreide decoratie, grotendeels in de vorm van bas-reliëfs, is geïntegreerd in de architectuur van het gebouw, en is deels verantwoordelijk voor zijn faam. De binnenmuren van de buitenste galerij tonen enkele dramatische scènes, vooral uit episodes van de Hindoe verhalen de Ramayana en de Mahabharata. Higham beschrijft ze als "de beste gekende lineaire schikking van steenkervingen." In de noordwesthoek, linksom, toont de westelijke galerij het Gevecht van Lanka (uit de Ramayana, waarin Rama Ravana verslaat) en de Slag om Kurukshetra (uit de Mahabharata, waarin de Kaurava's en Pandava's beiden uitgeroeid worden). In de zuidelijke galerij volgt de enige historische scène, de processie van Suryavarman II, gevolgd door de 32 hellen en 37 hemels uit het Hindoeïsme.

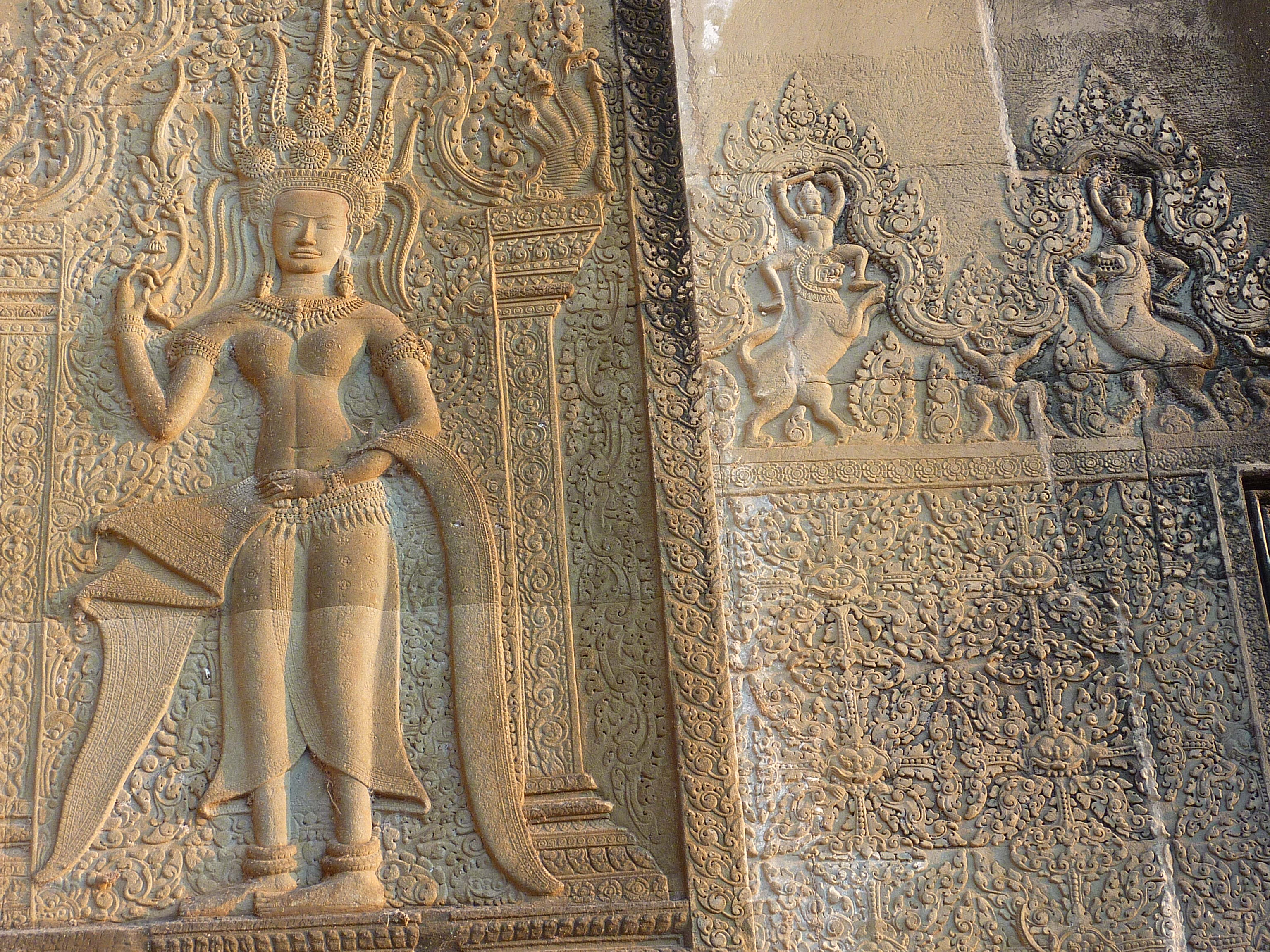
Devata's kenmerken de stijl van Angkor Wat.

In de oostelijke galerij bevindt zich de bekendste scène, het karnen van de Oceaan van melk, waarop 92 asura's en 88 deva's de slang Vasuki gebruiken om de oceaan van melk te karnen, onder leiding van Vishnu (Mannikka telt enkel 91 asura's, en verklaart het oneven aantal als het aantal dagen van de kortste dag van het jaar tot de lente equinox en van de equinox tot de langste dag). In de 16de eeuw werd een nieuw paneel toegevoegd, waarop Vishnu de asura's verslaat. De noordelijke galerij toont Krishna's overwinning tegen Bana (volgens Glaize is het vakmanschap hier op zijn slechtst), en een gevecht tussen de Hindoe goden en asura's. De hoekpaviljoens in het noordwesten en zuidwesten tonen elk kleinere scènes, de meeste uit de Ramayana of het leven van Krishna, terwijl sommige ongeïdentificeerd zijn.

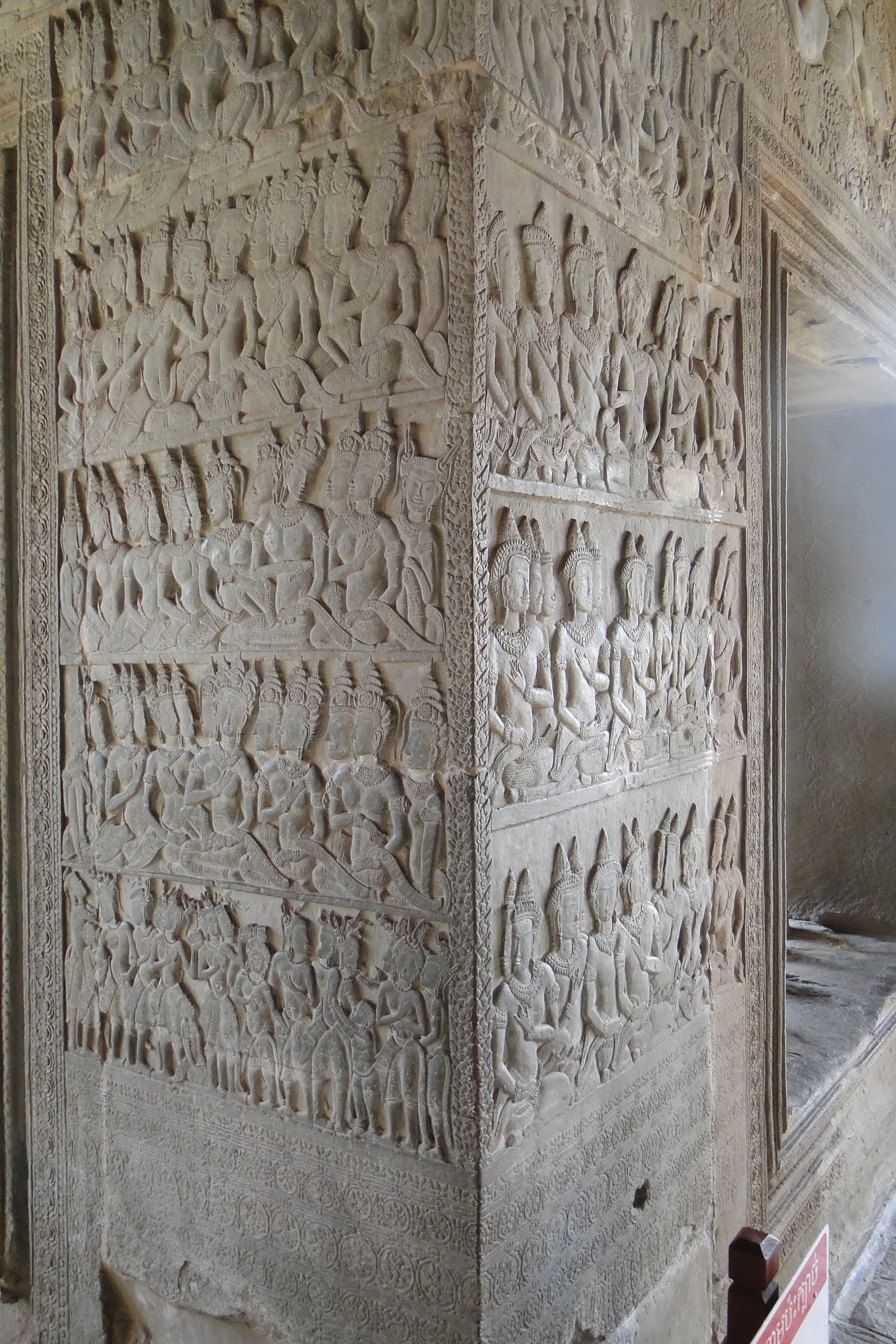
Decoratie in de hoek

Angkor Wat is versierd met afbeeldingen van apsara's en devata; er zijn meer dan 1796 afbeeldingen van devata gevonden. De architecten van Angkor Wat gebruikten kleine apsara-afbeeldingen als decoratieve motieven op pijlers en muren. Ze verwerkten prominentere, grotere devata afbeeldingen op alle niveaus van de tempel, van het ingangspaviljoen tot de toppen van de torens. In 1927 publiceerde Sappho Marchal een studie waarin de indrukwekkende verscheidenheid van het haar, hoofdtooien, kleren, posities, juwelen decoratieve bloemen werden gecatalogiseerd. Marchal concludeert dat deze gebaseerd waren op de echte praktijken uit de Angkorperiode.

### Bouwtechnieken
De stenen, glad als marmer, werden gelegd zonder mortel, maar met zeer strakke verbindingspunten die soms moeilijk te vinden zijn. De stenen werden vermoedelijk tegen elkaar aan glad geschuurd. In sommige gevallen werden blokken samengehouden door pen-en-gatverbindingen, terwijl andere gewoon zwaartekracht gebruiken. De blokken werden vermoedelijk op hun plaats gebracht met olifanten, kokosvezel, katrollen, bamboestellingen en aarden hellingen. Henri Mouhot merkt op dat sommige blokken gaten hebben van 2,5 cm in diameter en 3 cm diep, met meer gaten in de grotere blokken. Sommige onderzoekers stellen voor dat deze dienden om de blokken te verbinden met metalen staven, maar anderen denken dat er tijdelijke pinnen of bamboe stokken in zaten, om te helpen met het manoeuvreren van de blokken.
Het monument bestaat uit miljoenen tonnen zandsteen, met een gelijkaardig volume en massa als de Piramide van Mykerinos in Egypte. De Angkor Wat-tempel nam 6 tot 10 miljoen blokken zandsteen op met een gemiddelde massa van 1,5 ton per blok. In feite bevat de hele Angkorstad een grotere hoeveelheid steen dan alle Egyptische piramides samen, met een gebied groter dan modern Parijs. In tegenstelling tot de piramides, die kalksteen gebruikten die 0,5 kilometer verder werd gemaakt, werd Angkor gebouwd met zandsteen dat 40 km verder werd uitgehouwen. Deze zandstenen werden getransporteerd uit Phnom Kulen, een steengroeve 40 km noordoost. De route liep misschien 35 km langs een kanaal, richting het Tonlé Sapmeer, nogmaals 35 km om het meer over te steken en uiteindelijk 15 km tegen de stroom in langs Siem Reap rivier, voor een totale afstand van 90 km. In 2012 ontdekten onderzoekers van Waseda-universiteit met behulp van satellietafbeeldingen een korter kanaal van 35 km dat Phnom Kulen en Angkor Wat verbindt. Ze denken dat de Khmer waarschijnlijk deze route gebruikten.
Zowat alle oppervlakken, kolommen, lateien en daken zijn gekerfd. Veel reliëfs illustreren scènes uit de Hindoeïstische mythologie, zoals eenhoorns, griffioenen, gevleugelde draken die wagens trekken, krijgers die een leider op een olifant volgen en dansende Apsara's met gedetailleerde haarstijlen. De muur van de galerij is op zichzelf al gedecoreerd met bijna 1000 m2 aan bas-reliëfs. Gaten in enkele van de muren tonen aan dat ze vroeger misschien versierd waren met bronzen lagen. Die waren destijds zeer begeerd, en zouden het perfecte doelwit voor dieven geweest zijn. Tijdens het uitgraven van Khajuraho, recreëerde Alex Evans, een beeldhouwer, een stenen sculptuur 1,2 m ondergrond, wat 60 dagen duurde. Roger Hopkins en Mark Lehrer deden ook enkele experimenten om kalksteen te ontginnen. Het kostte 12 ontginners 22 dagen om 400 ton steen te ontginnen. De werkmacht om zoiets te bouwen zou dus in de duizenden moeten gelopen zijn, met veel ervaren beeldhouwers. De beeldhouwtechnieken hiervoor werden al honderden jaren eerder ontwikkeld, sinds de 7de eeuw, voor de Khmer de macht kregen in dit gebied.

## Angkor Wat vandaag

### Herstelling en conservatie
Zoals de meeste andere oude tempels in Cambodja, heeft Angkor Wat veel schade geleden, zoals overgroei, zwammen, grondverschuivingen, oorlogsschade en diefstal. De oorlogsschade aan de tempel is gering gebleven, en deze tempel heeft de beste herstelling gekregen, vergeleken met andere Cambodjaanse tempels.
De moderne restauratie van Angkor Wat begon met het oprichten van de Conservation d'Angkor door de École Française d'Extrême-Orient (EFEO) in 1908, voordien werd het gebied vooral gebruikt voor verkenning. De Conservation d'Angkor was verantwoordelijk voor het herstellen, conserveren en onderzoeken van Angkor tot de vroege jaren 1970, en een grootschalige herstelling van Angkor werd ondernomen in de jaren 1960. Maar dit werk werd stopgezet tijdens het Rode Khmerregime en Conservation d'Angkor werd ontbonden in 1975. Tussen 1986 en 1992 ging het Archeologische Overzicht van India verder met de herstelling, aangezien Frankrijk destijds de Cambodjaanse regering niet erkende. Zowel de Franse als Indische herstellingsmissies hebben kritiek getrokken.
Na een hulpverzoek van Norodom Sihanouk in 1992 kwam Angkor Wat op de Lijst van bedreigd werelderfgoed tot het er in 2004 weer afgehaald werd en op de Werelderfgoedlijst, met een beroep van UNESCO op de internationale gemeenschap om Angkor te redden. Er werd zonering opgezet om het gebied te beschermen in 1994, APSARA werd opgesteld in 1995 om Angkor te bewaken en er kwam een nieuwe wet om Cambodjaans erfgoed te beschermen in 1996. Enkele landen, waaronder Frankrijk, Japan en China, nemen deel in herstellingsprojecten. Het Duitse Apsara Conservatie Project (GACP) werkt eraan om de Devata's en andere bas-reliëfs te beschermen. Een onderzoek toonde aan dat 20% van de Devata's in zeer slechte staat waren, vooral door erosie, maar ook door de schade van vorige herstellingspogingen. Er werd ook ander werk verricht, waaronder het repareren van vernietigde delen van de structuur en het voorkomen van verder verval: de westerse voorgevel is bijvoorbeeld geschraagd met stellingen sinds 2002, terwijl een Japans team de noordelijke bibliotheek van de buitenste omheining volledig herstelde in 2005. Het Wereld Monumenten Fonds begon na jaren onderzoek met het herstellen van de Karnen van de Zee van Melk-galerij in 2008. Het project herstelde het traditionele Khmerplafond en verwijderde het cement van vorige projecten die de bas-reliëfs hadden beschadigd. Het werk werd afgemaakt in 2013.
Microbiële films degraderen het zandsteen in Angkor Wat, Preah Khan, en de Bayon en westelijke Prasat in Angkor. De draadvormige cyanobacteriën zijn immuun tegen uitdroging en straling, en produceren organische zuren die de stenen aantasten. Een donkere, draadvormige fungus werd gevonden in interne en externe Preah Khan-monsters, terwijl de alg trentepohlia gevonden werd in monsters van externe, roze getinte stenen bij Preah Khan. Er werden ook replica's gemaakt om enkele verloren of beschadigde sculpturen te herstellen.

### Toerisme

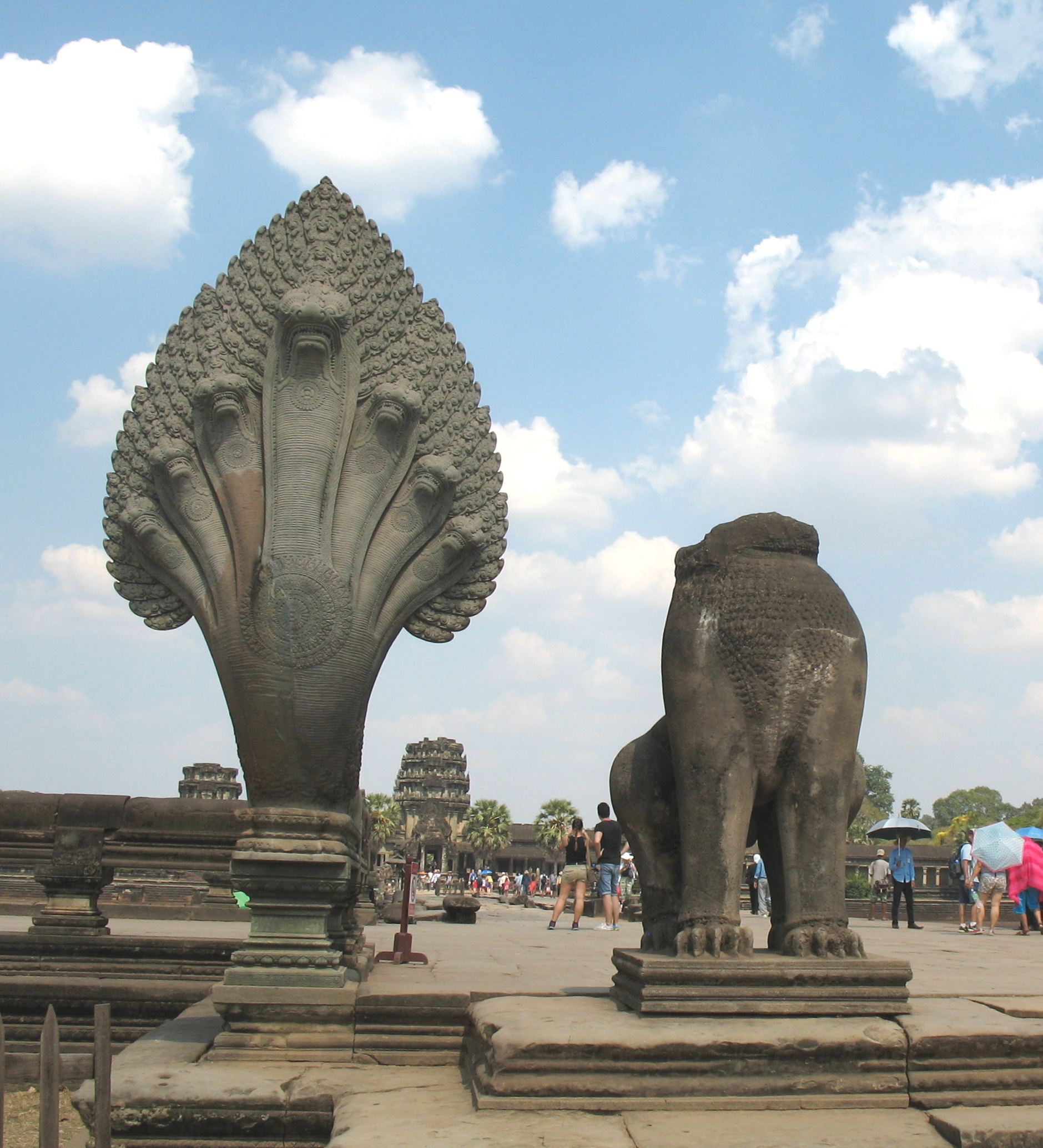
Het herstelde hoofd van een naga voor de hoofdweg leidend naar de ingang van Angkor Wat. De hoofdweg werd eerst hersteld door de Fransen in de jaren 1960.

Sinds de jaren 1990 is Angkor Wat een belangrijke toeristische trekpleister geworden. In 1993 waren er 7650 bezoekers; tegen 2004 gaven overheidsstatistieken 561 000 buitenlandse bezoekers aan in de Siem Reap provincie dat jaar, zo'n 50% van alle buitenlandse toeristen in Cambodja. Het aantal steeg tot meer dan een miljoen in 2007, en meer dan twee miljoen in 2012. De meesten bezochten Angkor Wat, met meer dan twee miljoen bezoekers in 2013. Het gebied wordt sinds 1990 beheerd door de private groep SOKIMEX, die het van de Cambodjaanse overheid huurt. De stroom van toeristen heeft tot zover weinig schade aangericht, enkel wat graffiti; touwen en houten trappen werden geplaatst om de bas-reliëfs en vloeren te beschermen. Het toerisme zorgt ook voor meer geld voor reparaties: in 2000 werd 28% van alle kaartverkoop besteed aan de tempels, hoewel het meeste werk wordt gedaan door buitenlandse teams in plaats van de Cambodjaanse overheid.
Omdat het toerisme van Angkor Wat zoveel gegroeid is de laatste jaren, hebben Unesco en de ICC, samen met vertegenwoordigers van de overheid en Apsara, congressen georganiseerd over cultureel toerisme. De congressen benadrukken het belang van diensten van hoge kwaliteit ten behoeve van de Cambodjaanse overheid, om massatoerisme te vermijden, en de rijkdom van Cambodjaanse cultuur te behouden. In 2001 resulteerde dit in het concept van de "Angkor stad voor toeristen", met oog voor de traditionele Khmerarchitectuur en faciliteiten voor toerisme als luxehotels voor grote aantallen toeristen.
Het ontwikkelen van zulke grote accommodaties baart echter zorgen bij Apsara en de ICC, omdat vroegere ontwikkelingen in het gebied geen rekening hielden met bouwvoorschriften. Ze zouden het landschap enkel meer schaden. De grootschaligheid van deze gebouwen begint ook het water, de riolering en de elektriciteitsvoorziening van de nabije stad te bedreigen. Men merkt op dat de hoge frequentie aan toerisme en een groeiende vraag naar accommodatie van kwaliteit, zoals het bouwen van een grote snelweg, een direct effect hebben op de ondergrondse watersystemen, wat de structurele stabiliteit van de tempels in Angkor Wat bedreigt. De tempels zijn immers gefundeerd op nat zand, dat zijn sterkte verliest als het droog wordt. De lokale bevolking van Siem Reap is bezorgd dat de charme en atmosfeer van hun stad aangetast is door toerisme. Aangezien lokale charme een fundamenteel onderdeel is van projecten zoals de Angkor-toeristenstad, discussiëren de lokale overheden nog over hoe ze meer toerisme kunnen trekken zonder aan cultuur te verliezen.
Op het toerisme forum 2012 van ASEAN werd afgesproken dat Angkor Wat en Borobudur zustergebieden zouden worden, en hun provincies zusterprovincies.

## Galerij

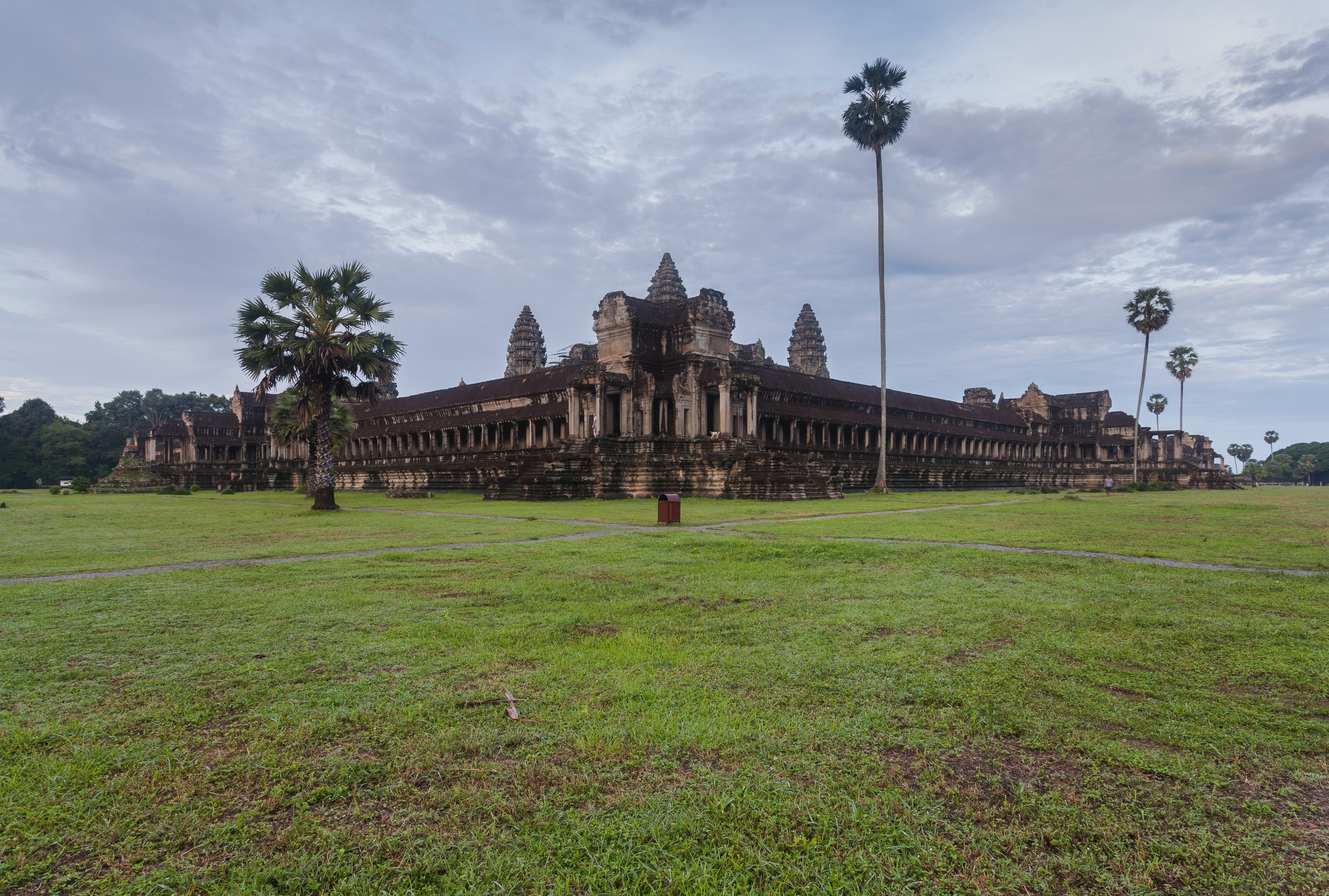
Een van de buitenhoeken in het schemerlicht
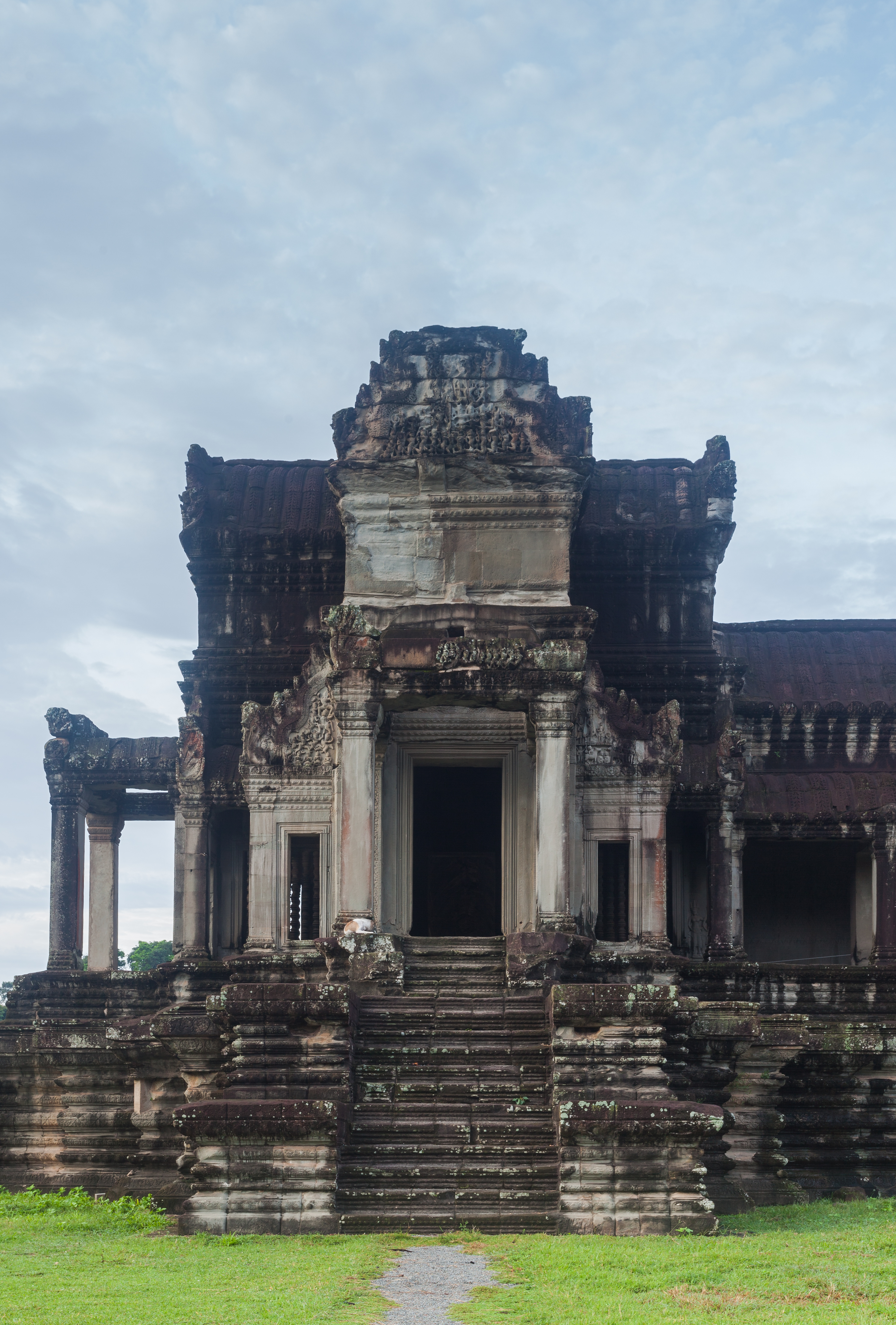
Een van de hoekingangen van de buitenste structuur
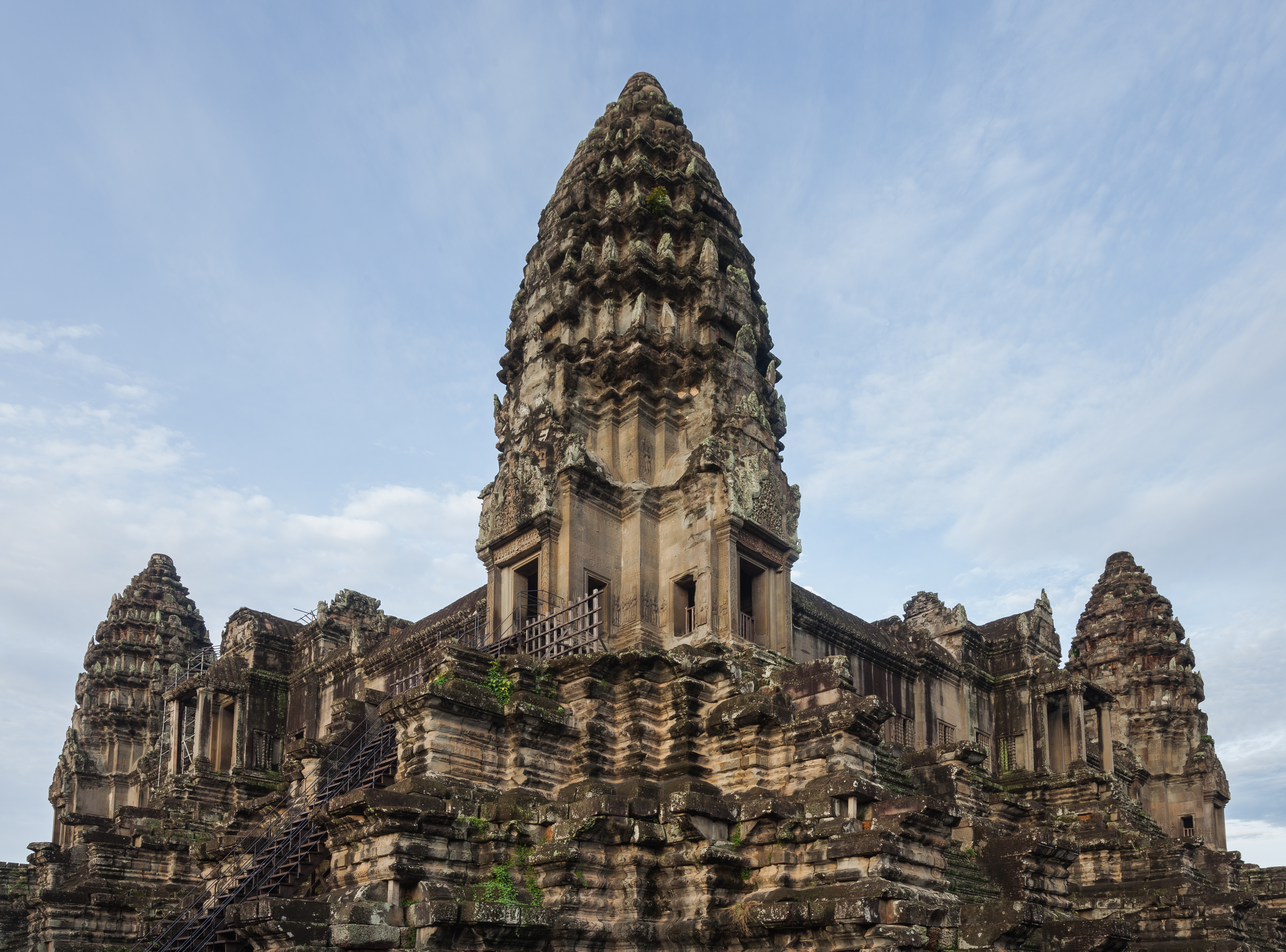
Detail van een van de torens
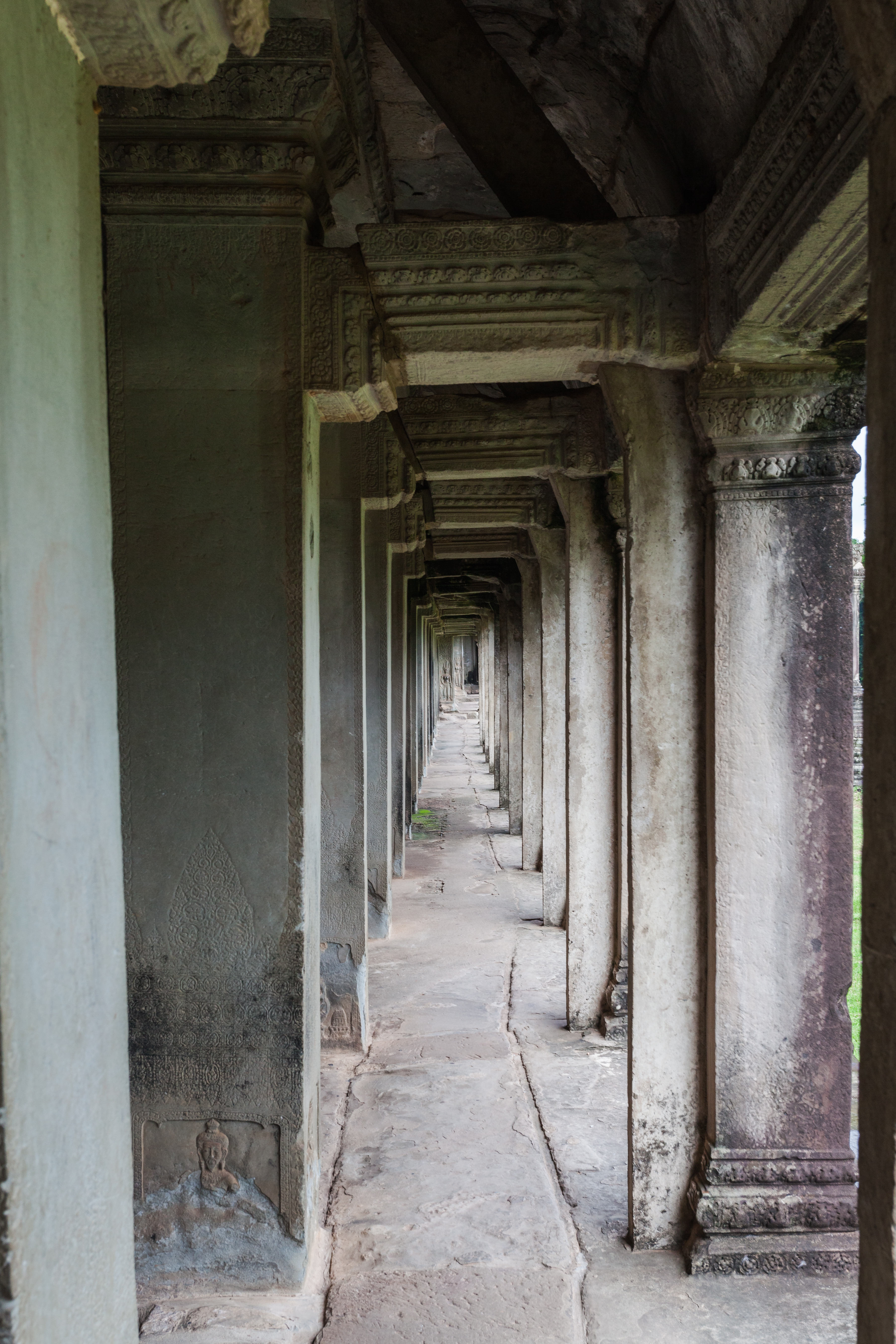
Gang
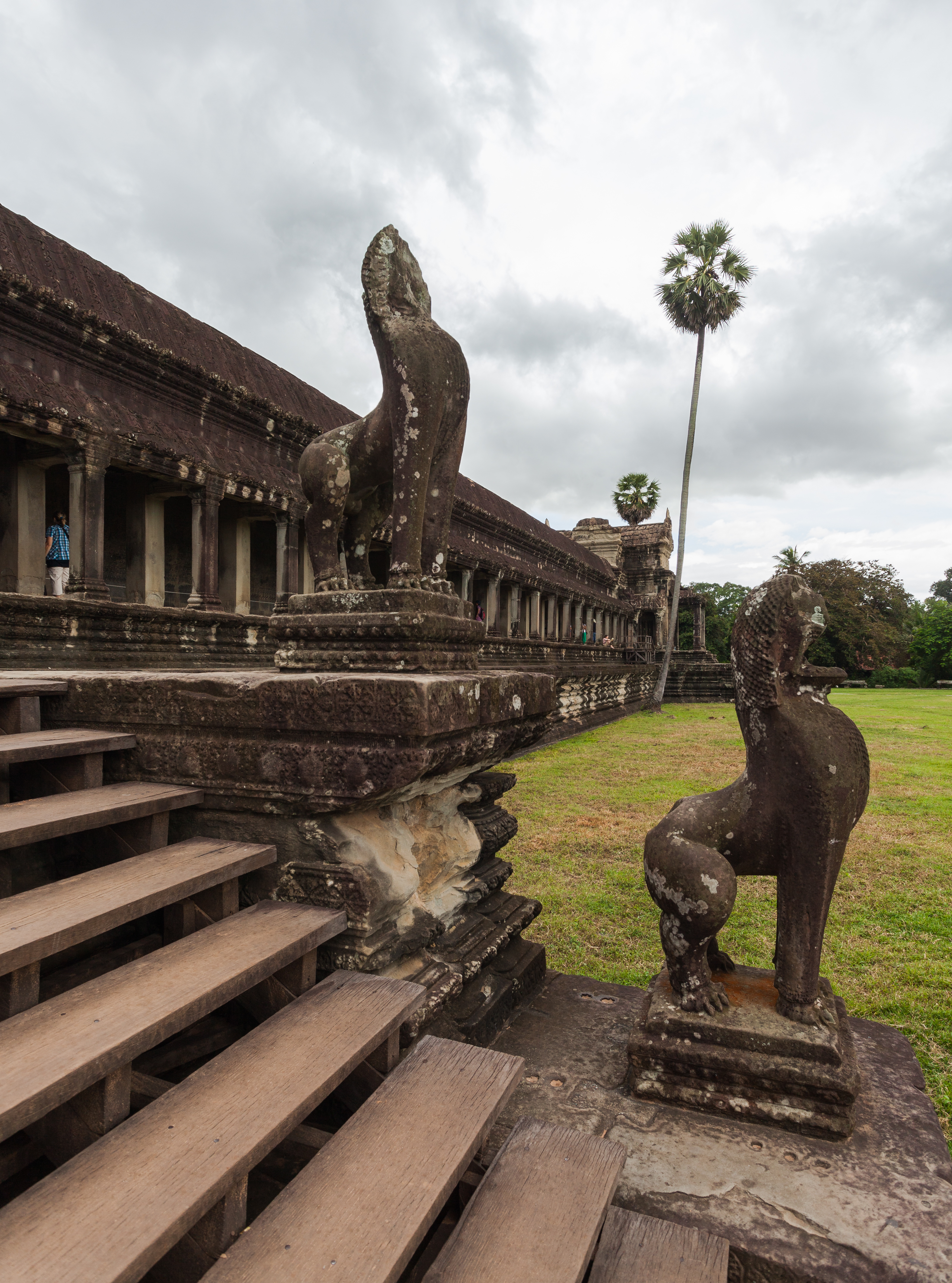
Khmer-leeuwbewakers
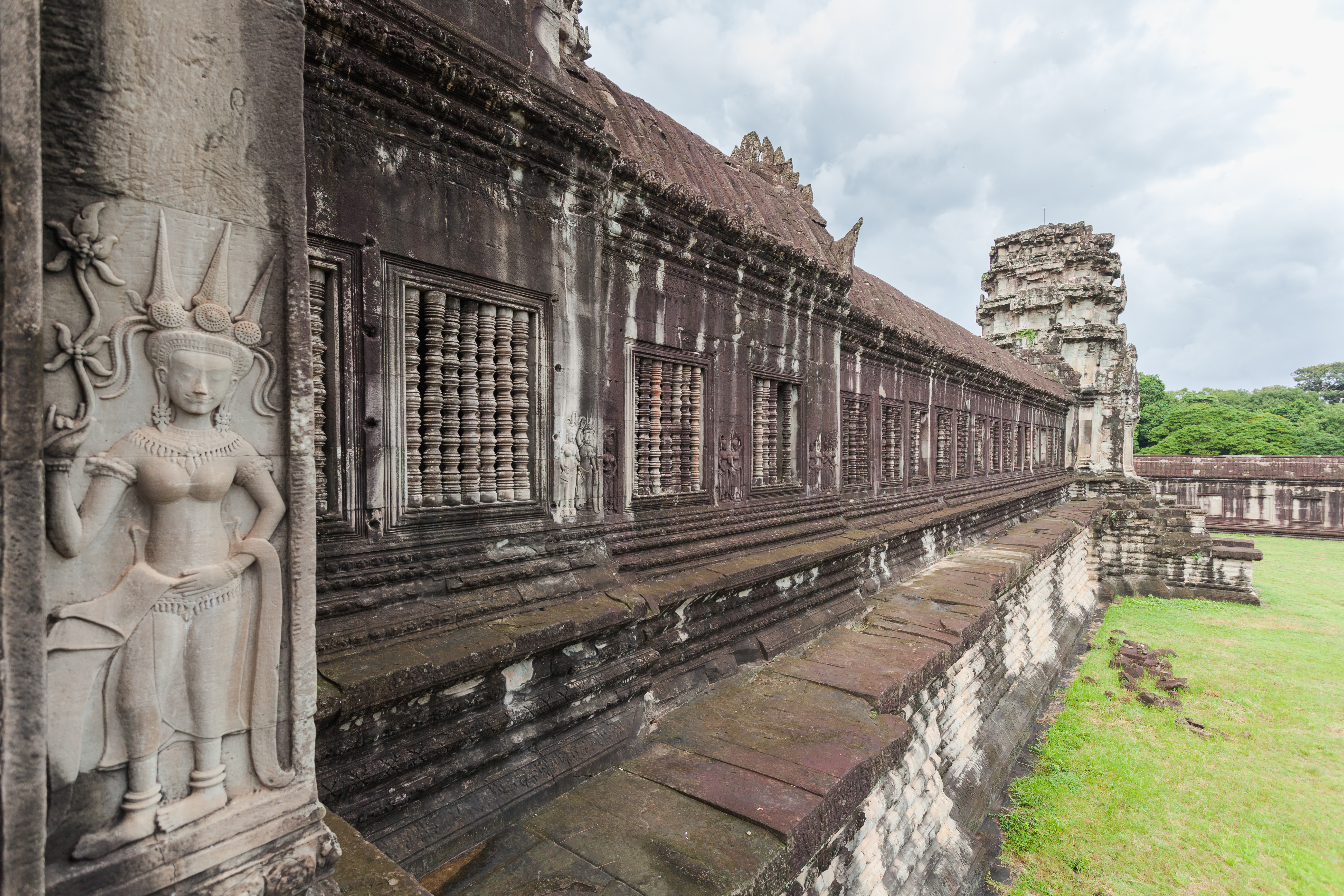
Spiegels in een van de muren
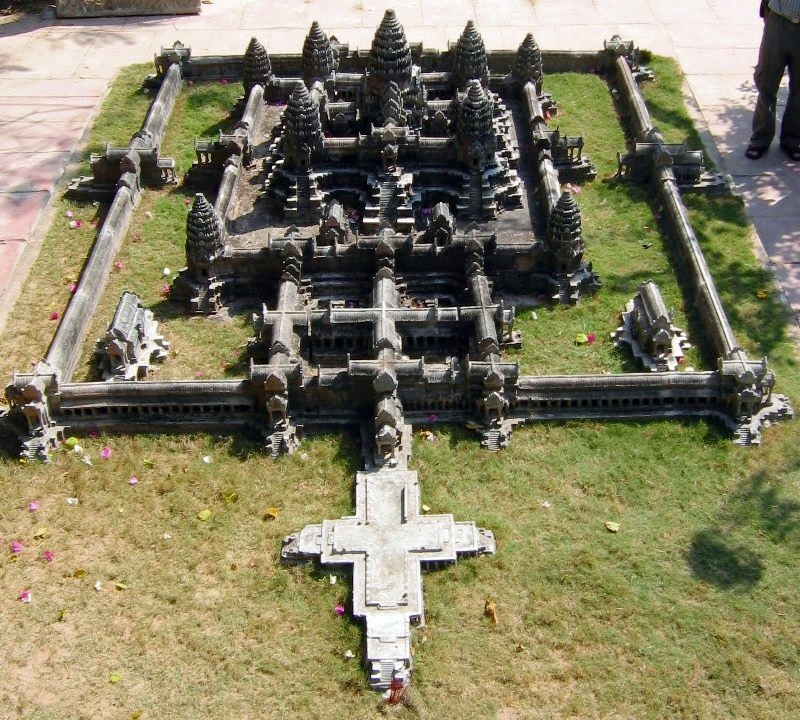
Miniatuur van centrale structuur van Angkor Wat
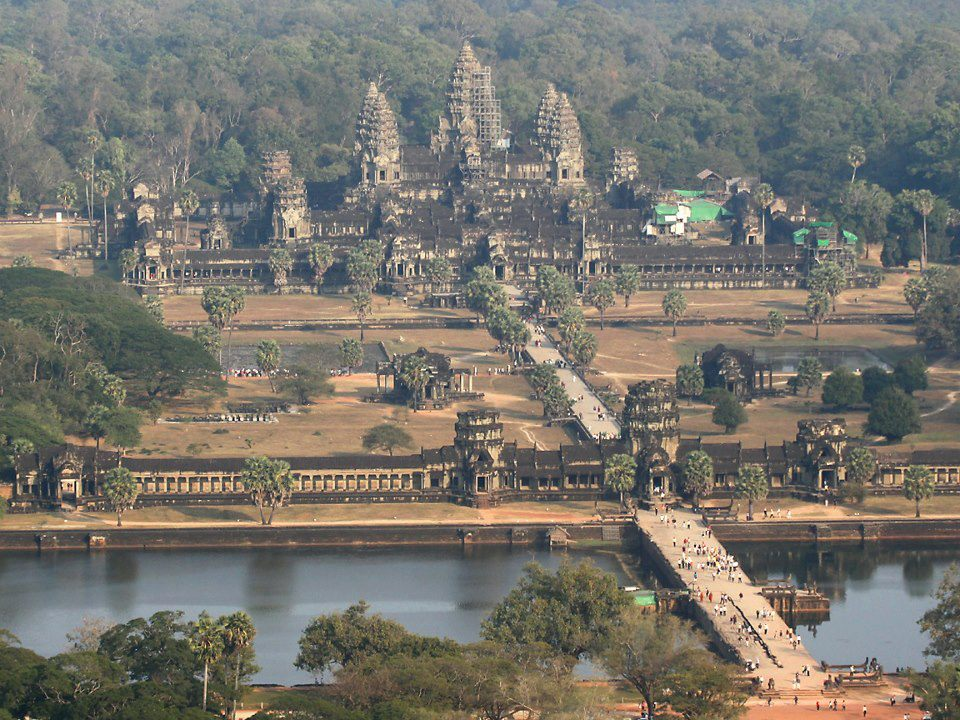
Luchtfoto van Angkor Wat